# Они (телесериал, 2021)
«Они» (англ. Them) — американский телесериал в жанре ужасов и антологии, созданный Литтлом Марвином и спродюсированный Линой Уэйт. В проекте приняли участие следующие актёры: Дебора Айоринде, Элисон Пилл, Эшли Томас и Райан Квонтен (первый сезон), а также Пэм Гриер, Люк Джеймс, Джошуа Дж. Уильямс и Джереми Бобб (второй сезон), причём Айоринде вновь сыграла главную роль во 2 сезоне.
Первый сезон с подзаголовком «Облики зла» вышел на экраны на платформе Amazon Prime Video 9 апреля 2021 года, а второй, получивший подзаголовок «Страх» — 25 апреля 2024 года. Первый сезон произвёл неоднозначное впечатление на критиков и на зрителей; по большей части объектом споров стала тема сериала, которую назвали «эксплуатирующей» и «чересчур графичной», однако сам сценарий, постановка, а также игра актёров (особенно Айоринде, Томас и Райта Джозефа) получили широкое признание.

## Сюжет

### Облики зла(2021)
Действие 1 сезона, «Облики зла», разворачивается в 1953 году: темнокожая семья во время Второго великого переселения переезжает из Северной Калифорнии в район Ист-Комптона, в котором проживают исключительно светлокожие люди. Счастливый дом семьи постепенно превращается в эпицентр злых сил, как соседских, так и потусторонних, угрожающих преследовать, опустошать и уничтожать каждого.

### Страх(2024)
Действие 2 сезона, «Страх», разворачивается в 1991 году. В центре событий оказывается детектив полиции Лос-Анджелеса, Доун Рив, которой поручают расследовать новое дело: жуткое убийство, заставившее дрогнуть даже самых закалённых сотрудников полиции. Чем ближе Доун приближается к истине, тем сильнее что-то зловещее охватывает её семью.

## Эпизоды
| Сезон | Сезон | Название | Эпизоды | Оригинальная дата выхода | Оригинальная дата выхода | Телеканал          |
| Сезон | Сезон | Название | Эпизоды | Премьера сезона          | Финал сезона             | Телеканал          |
| ----- | ----- | -------- | ------- | ------------------------ | ------------------------ | ------------------ |
|       | 1     | Завет    | 10      | 9 апреля 2021            | 9 апреля 2021            | Amazon Prime Video |
|       | 2     | Страх    | 8       | 25 апреля 2024           | 25 апреля 2024           | Amazon Prime Video |

### Сезон 1: Облики зла(2021)
| № общий | № в сезоне | Название                              | Режиссёр             | Автор сценария                   | Дата премьеры |
| ------- | ---------- | ------------------------------------- | -------------------- | -------------------------------- | ------------- |
| 1       | 1          | «Первый день» «Day 1»                 | Нельсон Крэгг        | Литтл Марвин                     | 9 апреля 2021 |
| 2       | 2          | «Третий день» «Day»                   | Нельсон Крэгг        | Дэвид Мэтьюс и Литтл Марвин      | 9 апреля 2021 |
| 3       | 3          | «Четвёртый день» «Day 4»              | Дэниел Стамм         | Франсин Вольпе                   | 9 апреля 2021 |
| 4       | 4          | «Шестой день» «Day 6»                 | Нельсон Крэгг        | Сет Цви Розенфельд               | 9 апреля 2021 |
| 5       | 5          | «Завет I» «Covenant I»                | Янича Браво          | Литтл Марвин и Доминик Орландо   | 9 апреля 2021 |
| 6       | 6          | «Cедьмой день: Утро» «Day 7: Morning» | Крейг Уильям Макнейл | Кристина Хэм                     | 9 апреля 2021 |
| 7       | 7          | «Cедьмой день: Ночь» «Day 7: Night»   | Тай Уэст             | Дэвид Мэтьюс                     | 9 апреля 2021 |
| 8       | 8          | «Девятый день» «Day 9»                | Нельсон Крэгг        | Франсин Вольпе и Доминик Орландо | 9 апреля 2021 |
| 9       | 9          | «Завет II» «Covenant II»              | Крейг Уильям Макнилл | Доминик Орландо                  | 9 апреля 2021 |
| 10      | 10         | «Десятый день» «Day 10»               | Тай Уэст             | Литтл Марвин                     | 9 апреля 2021 |

### Сезон 2: Страх(2024)
| № общий | № в сезоне | Название                                                              | Режиссёр             | Автор сценария                | Дата премьеры  |
| ------- | ---------- | --------------------------------------------------------------------- | -------------------- | ----------------------------- | -------------- |
| 11      | 1          | «Вам страшно?» «Are You Scared?»                                      | Крейг Уильям Макнилл | Литтл Марвин                  | 25 апреля 2024 |
| 12      | 2          | «Сам дьявол посетил это место» «The Devil Himself Visited This Place» | Крейг Уильям Макнилл | Тони Зальцман и Малкольм Мэйс | 25 апреля 2024 |
| 13      | 3          | «Человек с рыжими волосами» «The Man With the Red Hair»               | Аксель Каролин       | Скотт Косар и Сара Чо         | 25 апреля 2024 |
| 14      | 4          | «С днём рождения, милый мальчик» «Happy Birthday, Sweet Boy»          | Аксель Каролин       | Беверли Окио                  | 25 апреля 2024 |
| 15      | 5          | «От Луки 8:17» «Luke 8:17»                                            | Гильермо Наварро     | Тони Зальцман                 | 25 апреля 2024 |
| 16      | 6          | «Хотите сыграть в игру?» «Would You Like to Play a Game?»             | Гильермо Наварро     | Малкольм Мэйс и Мэтт Алмквист | 25 апреля 2024 |
| 17      | 7          | «Один из нас умрёт этой ночью» «One of Us Is Gonna Die Tonight»       | Литтл Марвин         | Скотт Косар                   | 25 апреля 2024 |
| 18      | 8          | «Коробка» «The Box»                                                   | Тай Уэст             | Литтл Марвин и Тони Зальцман  | 25 апреля 2024 |

## В ролях

### «Облики зла»(2021)

#### Основной состав
- Дебора Айоринде — Ливия (Лаки) Эмори
- Эшли Томас — Генри Эмори
- Элисон Пилл — Элизабет (Бэтти) Уэнделл
- Шахади Райт Джозеф — Руби Ли Эмори
- Мелоди Хёрд — Грейси Эмори
- Райан Квонтен — Джордж Белл

#### Приглашённые актёры
- Дейл Дикки — Женщина
- Лиам Макинтайр — Кларк Уэнделл
- Линдси Крафт — Мидж Пруитт
- Пэт Хили — Марти Диксон
- Брук Смит — Хелен Койстра
- Малкольм Мэйс — Кельвин
- Джон Патрик Джордан — Эрл
- Дирк Роджерс — мисс Вера
- Эбби Кобб — Нэт Диксон
- Макс Барснесс — Дэйл Прюитт
- Ким Шоу — Кэрол Линн Дентон
- Бейли Ноубл — Марлин
- Дерек Филлипс — сержант Булл Уитли
- Пи Джей Брин — Стюарт Беркс
- Софи Гест — Дорис
- Тим Расс — Хранитель
- Райан Кеннеди — Гэри
- Кристофер Хейердал — Человек в чёрной шляпе
- Джеремайя Биркетт — танцор чечётки
- Пола Джей Паркер — Хейзел Эмори
- Шерия Ирвинг — Синтия
- Джей Мэллори МакКри — Джуниус Эмори
- Аника Нони Роуз — Элла Мэй
- Роланд Джонсон — Мо Ирвин
- Лиза Бейнс — Эстер Хабер
- Майкл Харни — Отто Хабер
- Питер Маккензи — мистер Стоал
- Шоу Джонс — городской планировщик
- Ван Эпперсон — банкир
- Барри Ливингстон — управляющий по вопросам недвижимости
- Дэвид Боу — Митч
- Кристофер Мюррей — Мюррей
- Дэниел Роббинс — человек в машине
- Скотт Алан Смит — Фуллер
- Латерша Роуз — Арнетт Бомонт
- Саманта Шерман — Марджори Уоллингер
- Кейт Макнил — доктор Фрэнсис Мойнихан
- Доминик Берджесс — Роджер
- Мелинда Пейдж Хэмилтон — взрослая Сара
- Джин Силверс — взрослый Лютер
- Джей Пол Бомер — взрослый Джеймс
- Саммера Хауэлл — взрослая Кора
- Кай Ричард — Майлз

### «Страх»(2024)

#### Основной состав
- Дебора Айоринде — детектив Доун Рив
- Пэм Гриер — Афина Рив
- Люк Джеймс — Эдмунд Гейнс
- Джошуа Дж. Уильямс — Келвин «Кел» Рив
- Джереми Бобб — детектив Рональд МакКинни

## Производство

### Разработка
28 июля 2018 года Amazon заказал двухсезонный проект. Сериал разработал Литтл Марвин, который также выступил сценаристом первого сезона и исполнительным продюсером шоу вместе с Линой Уэйт в рамках их общей работы с Amazon Studios. Рой Ли, Мири Юн и Майкл Коннолли из Vertigo Entertainment также работали над сериалом в качестве исполнительных продюсеров, а «Vertigo» участвовала как сопродюсер, благодаря сделке компании с Sony Pictures Television. Первый сезон под названием «Облики зла» построен по аналогии с полуантологической структурой другого популярного антологического хоррор-сериала - «Американской истории ужасов», а каждый последующий сезон предполагает отдельную историю с разными персонажами. На объявлении по заказу сериала Уэйт сказала:
Сценарий Литтла Марвина лежал у меня ещё несколько недель после его прочтения. Он написал нечто провокационное и пугающее. Первый сезон расскажет о том, как страшно было быть темнокожим в 1953 году. Кроме того, он напомнит, что и в 2018 это всё ещё жутко.  В этом антологическом сериале мы обратимся к культурным различиям между всеми нами и противопоставим себя другим так, как никто и никогда не видел раньше.
1 апреля 2019 года Дэвид Мэттьюс принял участие в телесериале в качестве шоураннера в соответствии с общим соглашением с «Sony Pictures Television».
Через полтора года после премьеры создатели объявили актёрский состав второго сезона под названием «Страх».

### Кастинг
27 июля 2019 года на главные роли пригласили Дебору Айоринде и Эшли Томаса. 3 октября того же года, наряду с Дереком Филлипсом, выбранным в качестве актёра второстепенного состава, к основному касту добавились Шахади Райт Джозеф, Элисон Пилл, Райан Квантен, Мелоди Хёрд, Хавьер Ботет и Перси Хайнс Уайт. 2 декабря 2019 года к основному актёрскому составу также присоединились: Брук Смит, Аника Нони Роуз, Пи Джей Бирн, Малкольм Мэйс, Джеремайя Биркетт и Софи Гест.
Во втором сезоне Дебора Айоринде вновь присоединяется к основному касту вместе с Пэм Гриер, Люком Джеймсом, Джошуа Дж. Уильямсом и Джереми Боббом, а Уэйн Найт, Карлито Оливеро, Чарльз Брайс и Иман Шумперт примут участие во 2 сезоне в качестве приглашённых актёров.

### Съёмки
8 июля 2019 года началась работа над сериалом, а съёмки проходили между Атлантой и Лос-Анджелесом.

## Реакция

### Первый сезон
На сайте Rotten Tomatoes первому сезону телесериала поставили рейтинг 58 % на основе 50 отзывов (при среднем рейтинге в 6.5/10). По мнению критиков: «Впечатляющая игра Деборы Айоринде и Эшли Томаса дополняет сериал захватывающим чувством ужаса, но его грубый и кровавый подход сводит любые социальные комментарии в пользу более поверхностных ужасов». Metacritic поставил первому сезону 57 баллов из 100 возможных, основываясь на 20 отзывах критиков.
Люси Манган из The Guardian поставила сериалу 4 из 5, написав: «Это отражение предрассудков 50-х годов (нетронутая почва) отличается великолепной игрой Томаса и Айоринде; вы прекрасно чувствуете цену жертв: огромный запас психической энергии, требующийся для ориентира в постоянно враждебном мире, а также постоянное истощение и терзания души».
Ловия Гьяркье из The Hollywood Reporter в своей негативной рецензии отметила, что «Сериал страдает от перегруженности повествования и слишком большого количества поднимающихся тем, всё это делает просмотр неравномерным, головокружительным и порой слишком затянутым. От жестоких соседей и истории темнокожих домовладельцев до травм, которые переживает каждый член семьи Эмори, шоу берёт на себя больше, чем в действительности способен дать».
Главный телевизионный критик Variety, Дэниел Д’Аддарио сказал: «Визуально и благодаря исполнению актёров, играющих Эмори, сериал передаёт узнаваемые 1950-е годы. Поразительные начальные сцены показывают семью в интегрированной среде, где ей помогают светлокожие сотрудники магазина бытовой техники. Весьма изящно, что Эмори оставили позади явный фанатизм американского Юга ради места, где ужасы более изощрённые», но критик охарактеризовал сериал, как «удивительно неизобретательный».

### Второй сезон
На сайте Rotten Tomatoes второму сезону поставили рейтинг 100 % на основе 10 отзывов (при среднем рейтинге в 7.1/10). По мнению критиков: «Радуют улучшения, связанные с новым сюжетом, впечатляющими страхами и острым комментарием о шрамах поколений, Страх — это крик».